# Santa Cruz Breakers Football Club
Breakers FC é um time americano de futebol semi-profissional baseado em Santa Cruz, Califórnia, Estados Unidos. Fundada em 1992, a equipe jogou na National Premier Soccer League (NPSL) em 2007 e 2008, uma liga nacional amadora no quarto nível da Pirâmide de Futebol Americano . O clube em 2018 adicionou uma franquia no Desenvolvimento Liga Premier, agora conhecido como USL League Two, jogando seus jogos em casa no Carl Connelly Stadium no campus da Cabrillo College na vizinha Aptos, Califórnia . As cores da equipe são azul e branco.

## História
A equipe jogou por dois anos na National Premier Soccer League de 2007 a 2008. Em 2007, eles terminaram em terceiro lugar em sua conferência. Em 2008, disputou a fase de qualificação da Região IV pela US Open Cup, terminando em segundo no grupo com o Hollywood United FC . Na temporada de 2008 do NPSL, eles terminaram em segundo na Divisão Noroeste  mas desistiram antes da temporada de 2009 .
Após vários anos de inatividade no futebol semiprofissional, em 2018, a equipe retornou e ingressou na Premier Development League, que foi renomeada como USL League Two em 2019.